# 이형구 (1945년)
이형구(1945년 6월 14일 ~ )는 대한민국의 정치인이다. 제6·7대 의왕시장을 역임했다.

## 학력
- 근흥초등학교
- 태안중학교
- 공주대학교 사범대학부설고등학교
- 충남대학교 축산학과

## 역대 선거 결과
|  | 49.45% |

|  | 64.14% |